# Calendrier Xuanming
Le calendrier Xuanming (宣明历), aussi appelé Senmyō-reki ou Senmei-reki dans sa version japonaise, est un calendrier luni-solaire chinois utilisé en Chine au cours du IXe siècle ainsi que dans le royaume de Koryo en Corée. Il reste en usage au Japon de la fin du IXe siècle à la fin du XVIIe siècle.

## Histoire

### Chine
Le calendrier Xuanming est un parmi plusieurs calendriers développés durant la dynastie Tang. Mis en œuvre en 822, il est employé jusqu'en 892, c'est-à-dire pendant une période de 71 ans.

### Japon
Importé au Japon en 859, la plus ancienne mention de l'emploi de ce calendrier remonte au 8e mois de la 3e année de l'ère Jōgan (861) durant le règne de l'empereur Seiwa. Il reste utilisé jusqu'en 1684, après quoi il est remplacé par le calendrier Jōkyō, premier calendrier développé spécifiquement pour le Japon. À ce moment-là, le calendrier était erroné d'environ deux jours.